# Ramon Sans
Ramon Sans (s. XVII - segle xviii). Advocat i conseller de Barcelona va ser el 1713, junt al conseller en Cap Rafael Casanova, un dels principals dirigents de la Guerra dels catalans (1713-1714), la darrera campanya militar de la Guerra de Successió Espanyola a Catalunya.
Partidari de l'arxiduc Carles d'Àustria el novembre del 1713 fou un dels ciutadans extrets per exercir la magistratura anual de conseller tercer de Barcelona, junt amb el també advocat Rafael Casanova i Comes —conseller en Cap—, el mercader Salvador Feliu de la Penya —conseller segon—, el parent del conseller en Cap sortint Emanuel Flix i mercader Francesc Anton Vidal —conseller quart—, el cunyat del primer ministre de Carles d'Àustria Ramon de Vilana Perlas i notari Josep Llaurador i Satorre —conseller quint—, i el guanter Jeroni Ferrer —conseller sisè. Després de la guerra va continuar vivint a Barcelona i el 1716 residia en una casa pròpia al carrer de la Portaferrissa amb la dona, tres fills, una filla, un parent, dues criades i un criat. Fou inclòs en la llista dels 1.100 «jefes y caudillos de la rebelión» i els seus béns li foren embargats per la Hisenda Reial borbònica fins al 1725.